# Kingdom of Madness (album Awake)
Kingdom of Madness – drugi studyjny album zespołu Awake, wydany w 1999 roku przez Shing Records.

## Lista utworów
1. Abandon (Porzucenie)
2. Rape (Gwałt)
3. Coma (Śpiączka)
4. Progress (Postęp)
5. Cursed (Przeklęty)
6. Kingdom of Madness (Królestwo obłędu)
7. In Chains (W kajdanach)
8. Life? Love? ... Regret (Życie? Miłość? ... Żal)
9. Hunger (Głód)
10. Mechanism of Doom (Mechanizm zagłady)
11. Back to the Source (Powrót do źródła)
12. No Spiritual Surrender (cover Inside Out)[1]

Tłumaczenia tytułów utworów były integralną częścią albumów grupy Awake - do każdej płyty zespół załączał tłumaczenia swoich liryków.

## Twórcy
Skład podstawowy
- Zbigniew Neumann - gitara basowa, śpiew
- Sławomir Drzewiecki - perkusja
- Aleksander Kołodziej - gitara

Pozostali
- Sławomir Mizerkiewicz - inżynier, miksowanie
- Grzegorz Piwkowski - mastering
- Marta Kostecka, Paweł Horosiewicz - fotografie